# The Rolling Stones
The Rolling Stones är ett brittiskt rockband som bildades den 25 maj 1962 i London. De är ett av världens mest framgångsrika rockband och har inspirerat många andra artister och grupper. Rolling Stones musik har i stort sett alltid byggts upp på amerikansk bluesmusik. Bluesen har följt gruppen ända sedan starten, och återfinns ofta någonstans i bakgrunden av deras musik. Detta kan tydligt höras i de flesta låtar, men allra tydligast på albumet Exile on Main Street från 1972. Gruppens frontfigur var i början multiinstrumentalisten Brian Jones, men i mitten av 1960-talet tog duon Keith Richards och Mick Jagger över och har sedan dess varit tongivande inom gruppen.
Under 1960-talet var de tillsammans med The Beatles bland de absolut populäraste brittiska musikgrupperna. Där den förra, trots vissa kontroverser sågs som mer "oskyldiga", sågs Rolling Stones under 1960-talet som rent farliga och oanständiga. Rolling Stones uppnådde höjden av sin popularitet 1965–1981, men har sedan dess fortsatt dragit stor publik under sitt regelbundna turnerande runt om i världen. Gruppen invaldes i Rock and Roll Hall of Fame år 1989.

## Historia

### Tidig historia
Historien bakom Rolling Stones börjar 1960. Då träffades skolkamraterna Mick Jagger, Keith Richards och gitarristen Brian Jones. De hade alla gemensamt att de gillade och inspirerades av amerikansk blues och rhythm and blues-musik. De startade en egen grupp som bestod av Mick Jagger (sång), Keith Richards (gitarr), Brian Jones (gitarr), Ian Stewart (piano), Dick Taylor (bas) och Tony Chapman (trummor).

### 1962–1964

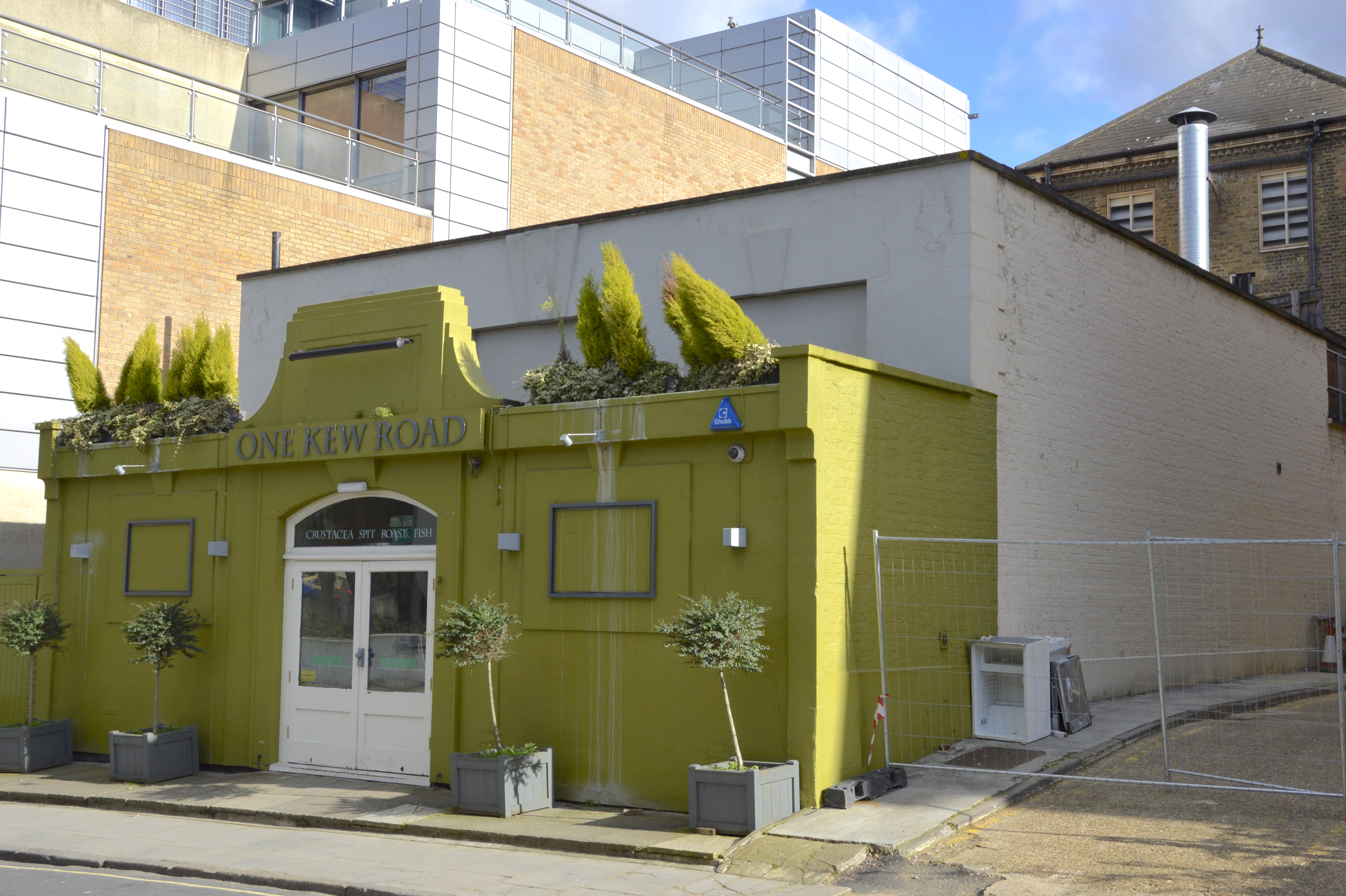
Bakrummet i vad som var Crawdaddy Club i Richmond, London, där Rolling Stones hade sitt första residens, med start i februari 1963

Efter en demoinspelning som nobbades lämnade Taylor gruppen, och i samma veva tog gruppen namnet The Rollin' Stones. Namnet kommer från en blueslåt gjord av Muddy Waters. Idén kom av att Brian Jones satt i ett telefonsamtal med tidningen "Jazz News" för att lägga in en annons om att de var lediga för arbete och då personen på Jazz News frågade efter namnet på bandet, utbröt panik i gruppen, som ännu inte hade något namn. De tog därför det första de såg, nämligen låten "Rollin' Stone Blues" som var öppningsspåret på skivan "The Best of Muddy Waters". Jones fungerade som bandets manager. Taylor kom 1962 tillfälligt tillbaka till gruppen inför deras första uppträdande i London, men lämnade sedan Stones för gott och ersattes av Bill Wyman. Taylor startade senare rockgruppen the Pretty Things. Trummisen Tony Chapman kom inte överens med de övriga i gruppen, och han ersattes därför snart av en bekant till gruppen, Charlie Watts. I denna uppsättning gjorde sedan gruppen olika klubbframträdanden.
I mitten av 1963 kontaktade Andrew Loog Oldham gruppen efter att ha följt dem ett tag. Han blev deras manager på Brian Jones initiativ, och ordnade ett skivkontrakt åt gruppen på Decca. Ian Stewart blev sparkad då Oldham inte tyckte han passade in ”estetiskt” i gruppen. Stewart blev ändå kvar och har verkat och betytt mycket för gruppen under de flesta officiella skivinspelningarna och konsertframträdanden ända fram till sin död 1985.  Senare år 1963 släppte gruppen sin debutsingel, en cover på Chuck Berrys "Come On", som blev en mindre hit. Paradoxalt nog fick de sedan en hit med Lennon/McCartney-kompositionen "I Wanna Be Your Man", trots att Oldhams tanke var att Rolling Stones skulle konkurrera med Beatles.
Gruppen fortsatte med coverlåtar. Tidigt 1964 fick Stones en framgång med Buddy Holly-låten "Not Fade Away". I april släpptes gruppens debutalbum, The Rolling Stones som nästan enbart bestod av R&B-covers från deras amerikanska inspirationskällor. Undantaget var "Tell Me" som blev gruppens första originalsingel (skriven av Jagger/Richards). Låten blev även deras första hit i USA. I USA fick debutalbumet undertiteln "England’s Newest Hitmakers". Jaggers och Richards tidigare egenkompositioner brukar dock med undantag för "Tell Me" räknas som oslipade och lite okaraktäristiska. Till soundet var de inte heller så blues-inspirerade, utan drog mer åt popmusik.
Deras cover på Bobby Womacks "It's All Over Now" som kom senare 1964 blev deras första listetta i Storbritannien. Den följdes av två framgångsrika coverversioner av Howlin’ Wolfs "Little Red Rooster" och Irma Thomas "Time Is on My Side". I samma veva kom topp-20-hiten "Heart of Stone" som brukar räknas som en av de första riktigt bra kompositionerna från Jagger/Richards.

### 1965–1967

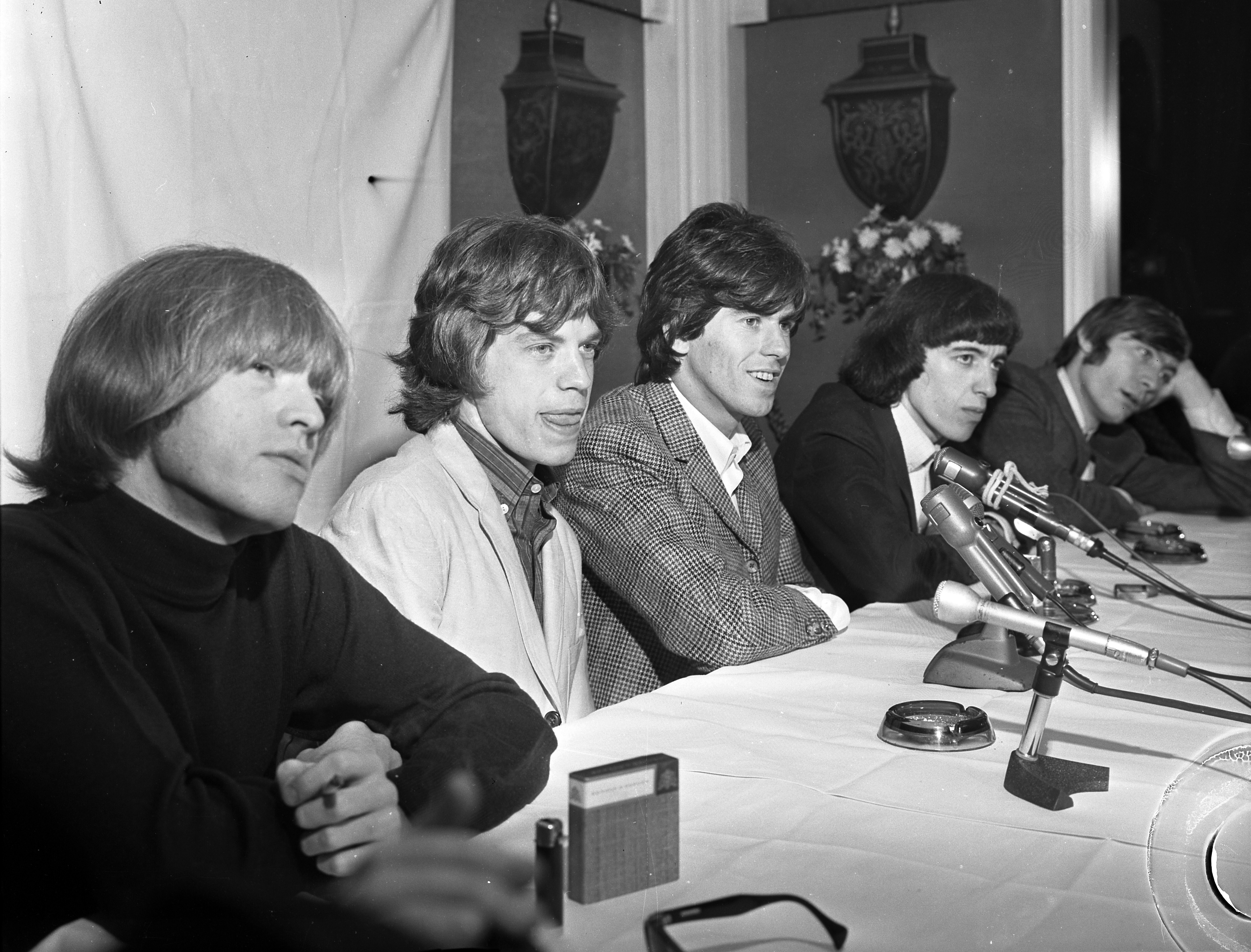
The Rolling Stones vid en presskonferens i Beverly Hills. Från vänster: Brian Jones, Mick Jagger, Keith Richard, Bill Wyman och Charlie Watts.

Det var dock inte förrän 1965 då Stones släppte albumet Out of Our Heads som gruppen uppmärksammades på riktigt. Här fanns "(I Can't Get No) Satisfaction" och "The Last Time" som båda blev riktiga rockklassiker vilka nådde högt på listorna i både Storbritannien och USA, samt flera europeiska länder. Båda låtar var exempelvis singelettor på svenska Kvällstoppen. Richards och Jagger, som även ibland kallades The Glimmer Twins, hade nu bevisat att de kunde skriva egna låtar och de fortsatte som gruppens ledande kompositörer. Fortfarande spelades en hel del covers in, men det skulle inte dröja länge förrän Stones hade nästan uteslutande egenproducerat material.
Gruppen började lämna sina starka bluesrötter för en mer hårt rockig, men ändå starkt bluesinspirerad ljudbild. Framgångarna med "Satisfaction" följdes av en serie egenskrivna rocklåtar som "Play with Fire", "19th Nervous Breakdown", "Get Off of My Cloud", och "Have You Seen Your Mother Baby, Standing in the Shadow?", men även ballader som "As Tears Go By". Denna låt skrevs först för Marianne Faithfull, men de gav sedermera ut den själva också.
På albumen som följde kom nu mycket material att komma från Richards/Jagger. På Aftermath (släppt 1966) bestod materialet enbart av sånger från duon. Här gavs även Brian Jones intresse för utländsk musik en del utrymme, och han hanterar en rad olika instrument på skivan. Han spelar till exempel sitar i den mellanösternfärgade listettan "Paint It Black", och marimba i "Under My Thumb". Albumet Aftermath släpptes som många andra Stones-album från perioden i olika versioner i USA och Storbritannien. "Paint It Black" var hiten på den amerikanska utgåvan, i Storbritannien var där istället "Mother's Little Helper" som handlade om en stressad pillermissbrukande mor.
Aftermath följdes upp 1967 av albumet Between the Buttons, en skiva där gruppen hämtat inspiration från brittiska band som The Kinks, och resultatet blev gruppens hittills mest poporienterade album. Hits blev det ändå med balladen "Ruby Tuesday" som skrevs av Keith Richards och Brian Jones, och den utmanande "Let's Spend the Night Together". I februari det året blev både Keith Richards och Mick Jagger arresterade för bruk av marijuana och kort därefter även Brian Jones.

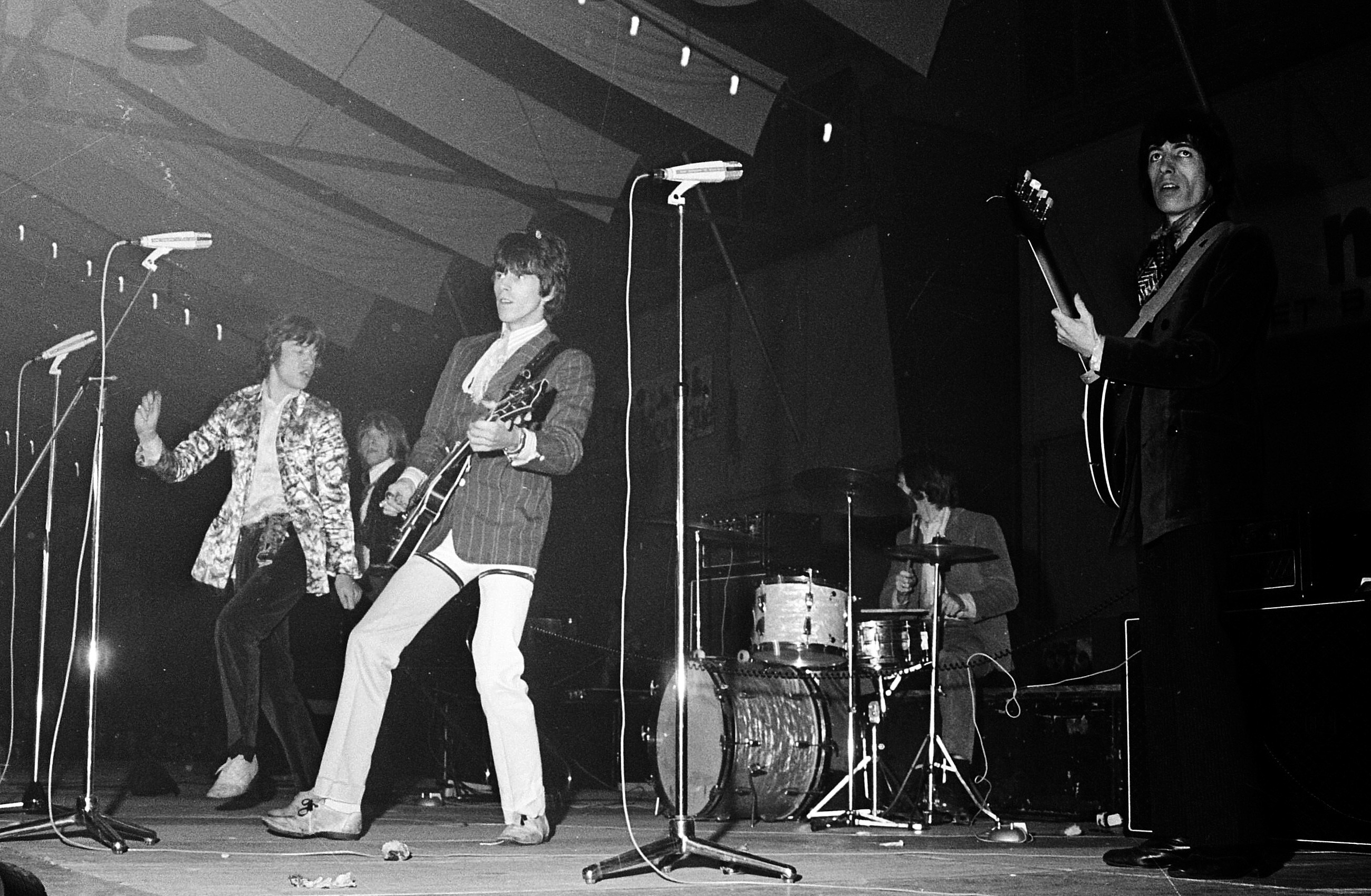
Rolling Stones 1967

När uppståndelsen lagt sig började också Stones med Richards i spetsen sikta in sig på mer psykedeliskt material, främst som ett svar på Beatles Sgt Pepper. De släppte sin första psykedeliska singel "Dandelion/We Love You" på hösten 1967. "We Love You" var starkt färgad av tiden i fångenskap efter drogarresteringen. Till exempel hörs i början av låten hur en celldörr slås igen. På den låten medverkade också Paul McCartney och John Lennon som bakgrundssångare. Det var ett slags tack för att Jagger medverkat på deras "All You Need Is Love" tidigare samma år.
I november 1967 kom albumet Their Satanic Majesties Request. Albumet innehöll låtar med afrikanska rytmer och hela orkestrar. Mycket av materialet var trippigt och lätt, absolut inte troget deras råa blues-rocksound. De kom aldrig att göra något liknande igen. Även om mottagandet var svalt, fick Stones några hits med albumet, däribland "She’s a Rainbow" och "2000 Light Years From Home". Gruppen har senare tagit avstånd från albumet som ett snedsteg i en tid med mycket drogmissbruk. "2000 Light Years From Home" är dock en av sångerna som gruppen fortfarande framför ibland, och den brukar räknas som en av de bättre låtarna från albumet. Efter detta psykedeliska äventyr ersattes managern Andrew Loog Oldham med Allen Klein. På grund av pressen från publiken och inre problem turnerade Rolling Stones inte över huvud taget mellan april 1967 och november 1969.[källa behövs]

### 1968–1972

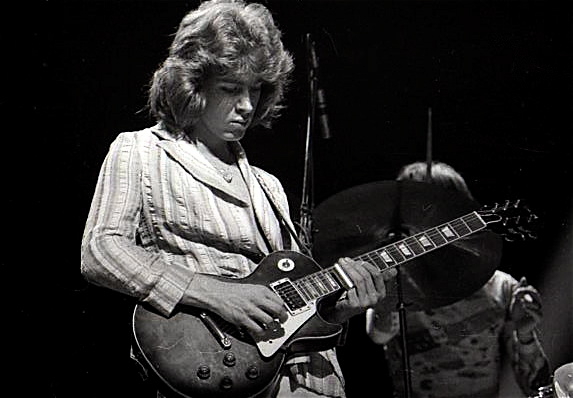
Mick Taylor är delvis ansvarig för Stones nya ljud i början av 1970-talet. Taylor ersatte Brian Jones 1969 och debuterade på scen med bandet i Hyde Park, London, den 5 juli 1969, två dagar efter Jones död.

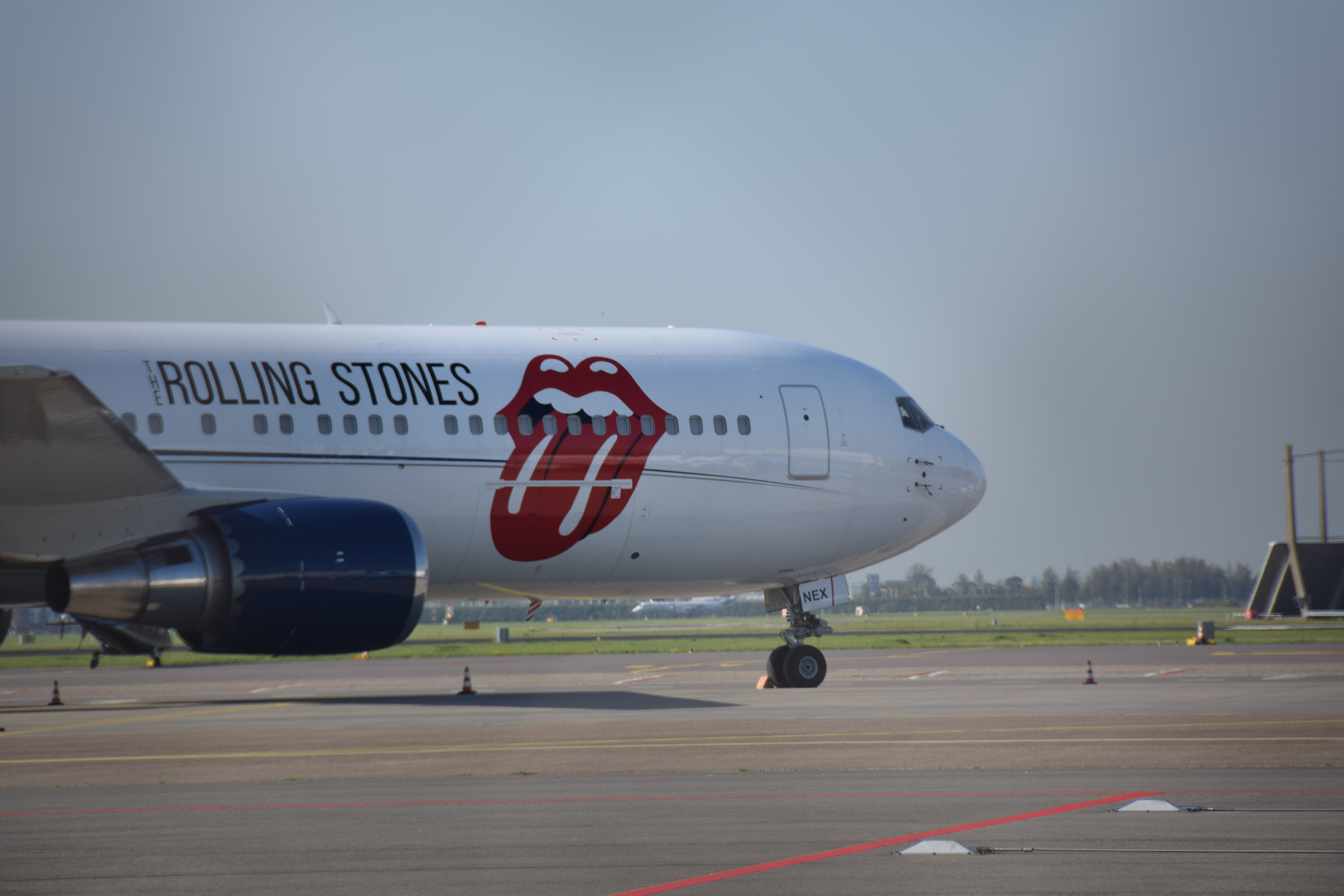
Rolling Stones logotyp, designad av John Pasche och modifierad av Craig Braun, introducerad 1971

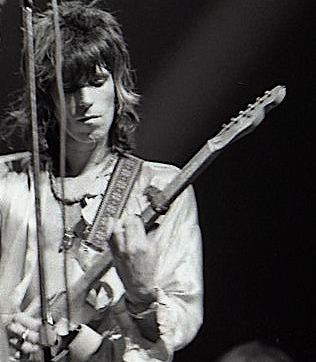
Keith Richards, 1972

Redan 1968 var gruppen tillbaka på det gamla spåret igen med det hyllade albumet Beggars Banquet som innehöll rocklåtar som "Street Fighting Man" och "Sympathy for the Devil". Mick Jaggers och Keith Richards ökade dominans över gruppen gillades inte av Brian Jones[källa behövs]. Hans drogmissbruk gjorde honom dessutom svår att arbeta med. Brian Jones sparkades från bandet i maj 1969 efter att knappt ha medverkat på albumet Beggars Banquet. Endast två månader senare, när Jones just ersatts med Mick Taylor hittades den forne bandledaren drunknad i sin egen swimmingpool på Cotchford Farm, Jones hem sedan november 1968. Det har spekulerats i att han blev mördad. Hans dåvarande svenska flickvän Anna tror att han blev dränkt i poolen av en bekant som han fajtades med. Hon själv blev förbjuden att tala med pressen av bandets manager.[källa behövs]
Hösten 1969 gav sig gruppen, stärkta av nye virtuosen Taylor och de senaste skivframgångarna (inte minst senaste singeln "Honky Tonk Women", som släpptes i juli), ut på den första Amerikaturnén sedan 1966 — en triumfartad comeback som även gav upphov till det numera klassiska epitetet The Greatest Rock ’n’ Roll Band in the World. Avslutningen blev en tidstypisk gratisfestival på racingbanan i Altamont utanför San Francisco, tillsammans med bl.a. grupperna Jefferson Airplane och Santana. Evenemanget slutade dock i tragedi när Hells Angels, som var inhyrda vakter, knivdödade en man i publiken och misshandlade festivalbesökare och artister. Från denna turné släppte gruppen 1970 livealbumet Get Yer Ya Ya’s Out som anses vara gruppens bästa livealbum. Det albumet blev det sista gruppen gav ut på skivbolaget Decca. Gruppen startade sedan sitt eget bolag Rolling Stones Records med den kända ”lipande munnen”-logon skapad av John Pasche. Samma år gjordes också en framgångsrik Europaturné med premiär i Malmö i Sverige.
Gruppens, omgivningens och framförallt Keith Richards tilltagande drogmissbruk färgade av sig på låtarna som skulle komma tiden efter detta, inte minst på klassiska albumet Sticky Fingers 1971 med "Brown Sugar" och "Wild Horses" som största låtar. Samma år flyttade gruppen, efter en kort avskedsturné i England, till södra Frankrike för att undkomma skattetrycket i hemlandet, och fortsatte i Keith Richards villa, inspelningarna av vad som skulle bli bandets nästa skiva Exile on Main St.. En av de mest kända besökarna var amerikanske countrylegenden Gram Parsons som var en av Keith Richards bästa vänner.

### 1972–1977
Året därpå, släppte gruppen dubbel-LP:n Exile on Main St.. Detta album ses idag som en höjdpunkt i gruppens produktion och en klassiker inom rockmusiken. På detta album blandade Stones skickligt och innovativt stilar som rock, blues, country och gospel men fick till en början relativt sval kritik. I mitten av samma år följde gruppens största, mest välorganiserade och mediauppmärksammade Amerikaturné dittills. Med Mick Taylors solospel väl integrerat i bandets nya sound tillsammans med piano och blås blev den ännu en musikalisk och ekonomisk triumf som fortsatte i Australien och Nya Zeeland i början av 1973 och senare, under hösten, i Europa. En planerad liveplatta uteblev dock på grund av kontraktsproblem med bandets tidigare etikett och manager. Problem hade också sakta börjat uppstå som följd av det tilltagande drogmissbruket, fortfarande främst hos Keith Richards, som av media beskrevs som ”elegantly wasted” och befarades dö vilken dag som helst.
Tiden efter att albumet Exile on Main St. släppts började gruppen falla isär. Albumen som gjordes senare delen av 1970-talet anses inte tillhöra gruppens främsta. Goats Head Soup (1973) och It’s Only Rock ’N Roll (1974) sålde bra men fick ett ljumt mottagande av kritikerna. År 1974 lämnade Mick Taylor bandet, med officiella uttalanden om viljan att göra något annat, i verkligheten förstärkt av drogproblem och musikaliska och upphovsrättsliga dispyter med gruppens ledare och låtskrivare Mick Jagger och Keith Richards. Det var då tänkt att den irländska bluesrockgiganten Rory Gallagher skulle ersätta honom, men förhandlingarna mellan bandet och honom drog ut på tiden i slutskedet av dem och Gallagher ville inte göra sina fans besvikna så han valde till slut att åka till Japan på turné, istället för att fullfölja dem och bli Taylors ersättare. Till sist ersattes Taylor istället av gitarristen Ron Wood, som blivit kvar i Stones sedan dess. Ett av gruppens enligt många mer fokuserade album från 1970-talet var hårda och avskalade Some Girls som kom 1978. Med hiten "Miss You" som största dragplåster innebar den en comeback för gruppen och de var åter i rampljuset, inspirerade av punk och disco. Richards hade dessutom blivit kvitt drogberoendet i sista stund, som följd av en hotande livstidsdom efter att 1977 ha arresterats med en stor mängd heroin i Toronto. Richards undgick fängelsestraff mot att han förutom rehabilitering genomförde en välgörenhetskonsert för blinda, vilket tillsammans med bl.a. Ron Wood genomfördes 1979 med sidogruppen The New Barbarians.

### 1980-talet och framåt

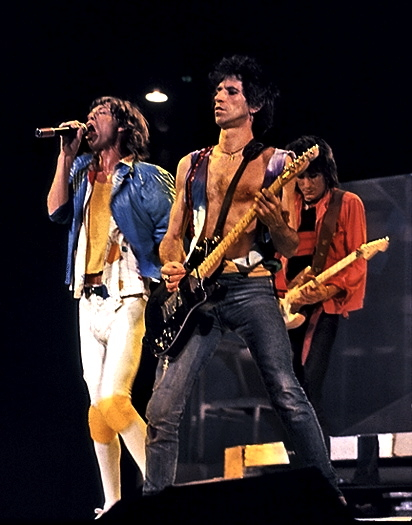
The Rolling Stones uppträder i december 1981

1980 släpptes albumet Emotional Rescue, där bland annat Mick Jagger kunde höras sjunga med falsettröst på titelspåret som blev en mindre hitsingel. Tattoo You från 1981, innehöll den stora hitsingeln och konsertnumret "Start Me Up". Albumet fick bra kritik, men byggde till stor del på äldre låtar som skrivits under 1970-talet.

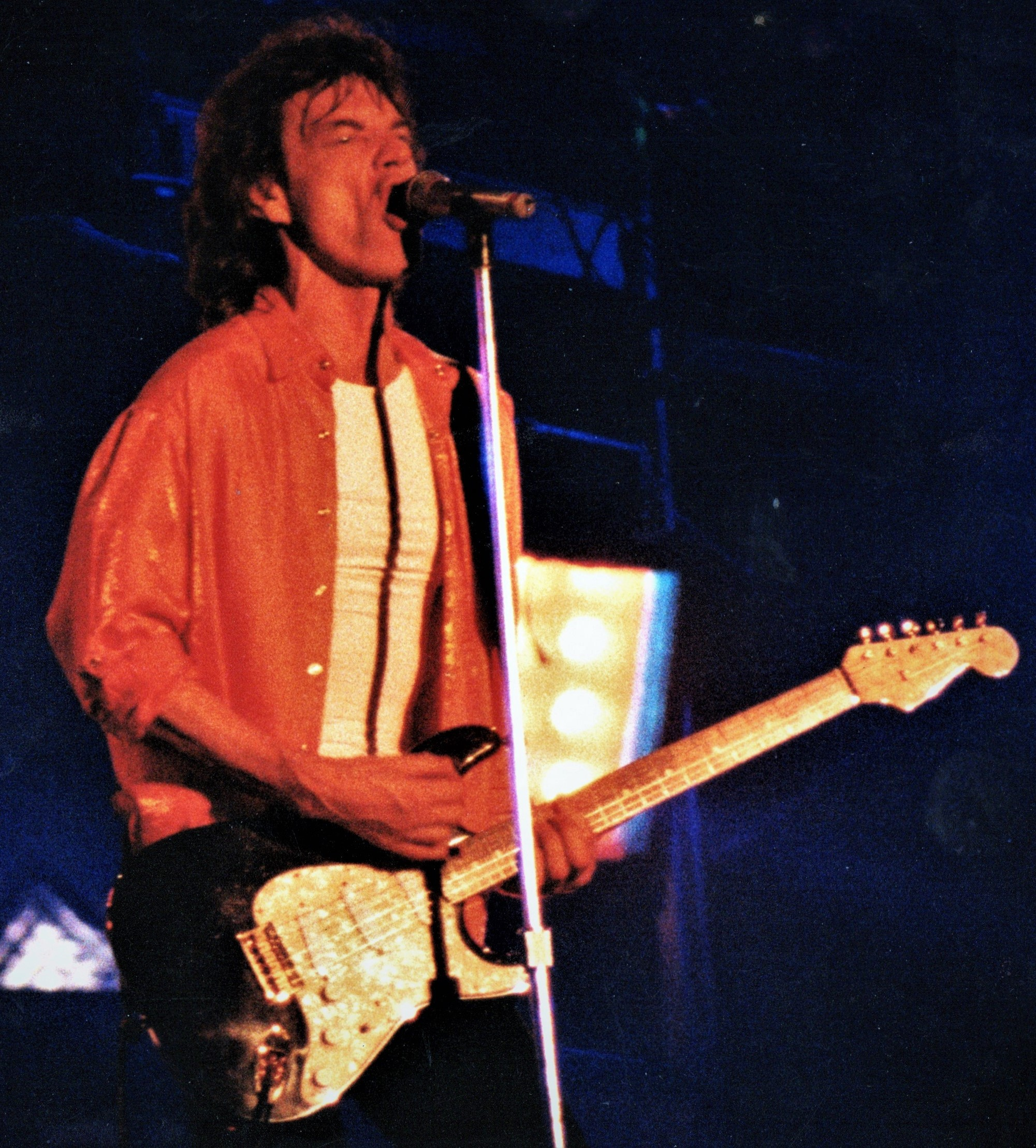
Mick Jagger i Chile under Voodoo Lounge Tour

En tids tilltagande osämja rådde under 1980-talet mellan Jagger och Richards. Gruppen lanserade de halvdant organiserade albumen Undercover och Dirty Work, och både Jagger och Richards släppte under perioden soloalbum. Mot decenniets slut kom gruppen igen och började på 1990-talet åter att turnera tillsammans. Sedan 1993 dock utan Bill Wyman som lämnade gruppen för att bland annat ägna sig åt familjen och andra aktiviteter. Det sista albumet han medverkade på var 1989 års Steel Wheels, men han var kvar tillräckligt länge för att även spela på politiska singeln "Highwire" 1991. Rolling Stones fortsatte som fyra, med extramusikern Darryl Jones på bas. I juli 1994 släppte de albumet Voodoo Lounge som 1997 följdes upp av Bridges to Babylon. Där Voodoo Lounge betecknades som en mer klassicistisk rockskiva, beskrevs Bridges to Babylon som ett album som sneglade på mer modern rockmusik. Dess huvudsingel "Anybody Seen My Baby?" var med sin sampling av Biz Markie ett exempel på detta. Sedan dröjde det fram till 2005 innan nästa studioalbum, A Bigger Bang släpptes. Darryl Jones fortsatte även framöver spela med bandet, han har varit med på deras turnéer och kan även ses i videon till låten "Rough Justice". Trots detta har han inte blivit officiell medlem.
Under 2012 gjorde Rolling Stones comeback efter fem år på skilda vägar. I november 2012 släpptes samlingsalbumet GRRR! för att fira bandets 50-årsjubileum. Albumet innehöll även två helt nya låtar; "Doom and Gloom" och "One More Shot". Låtarna spelades in i Paris i augusti 2012. Albumets framsida gjordes av Walton Ford och består av en gorilla med Rolling Stones kända logotyp Tounge and Lips Design som mun. Bandet utannonserade en ny turné, 50 & Counting Tour och började med en hemligt klubbspelning i Paris som följdes av två konserter i O2 Arena, London. Under den andra konserten dök Eric Clapton upp som gästartist och spelade låten "Champagne and Reefer" tillsammans med bandet. De gjorde också tre konserter i New York. Under den sista konserten i New York var Lady Gaga, The Black Keys och Bruce Springsteen med och framförde var sin låt med bandet. De gjorde även ett framträdande på "121212: The Concert for Sandy Relief" där de framförde låtarna "You Got Me Rocking" och "Jumping Jack Flash". !
Den 3 april 2013 berättade bandet att turnén 50 & Counting Tour fortsätter under våren och sommaren. De spelade på ett flertal ställen i USA och Kanada under maj månad 2013. De gjorde för första gången någonsin i deras karriär en spelning på Glastonburyfestivalen 2013. Bandet medgav också att de skulle återvända till Hyde Park i London för två spelningar, den 6 respektive 13 juli 2013. Olikt spelningen bandet gjorde som en minneskonsert för Brian Jones sommaren 1969 inför en halv miljon människor, var inte biljetterna gratis. Vid flera av konserterna medverkade dessutom Mick Taylor som gästartist, främst till låten "Midnight Rambler", samt vid ett enstaka tillfälle Bill Wyman.

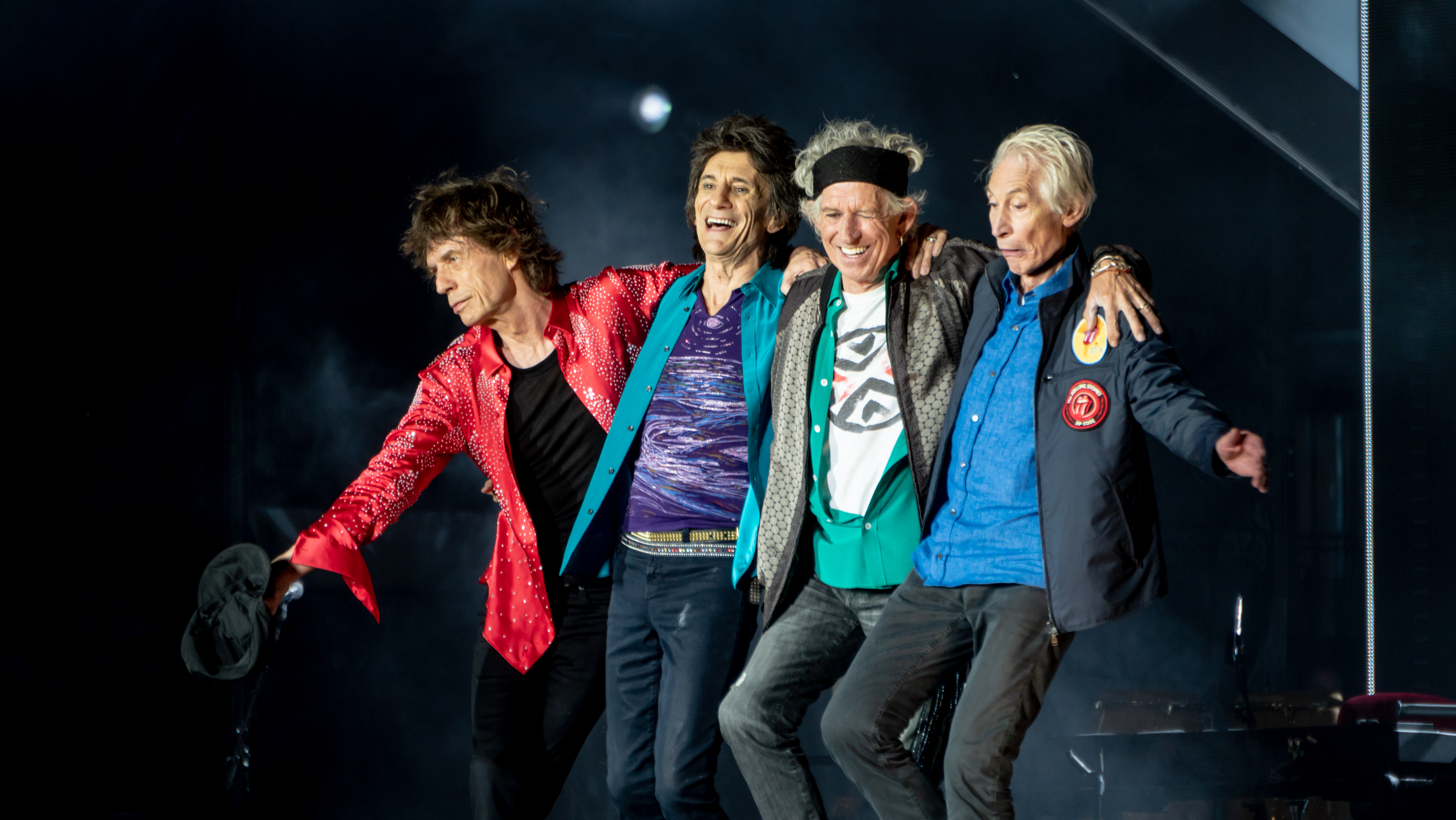
Från vänster: Mick Jagger, Ronnie Wood, Keith Richards, Charlie Watts 22 maj 2018 i London.

I december 2013 aviserade bandet att en ny turné kallad 14 on fire tour var planerad att äga rum under 2014.  Turnén gick av stapeln i Abu Dhabi den 21 februari 2014 , sedan vidare till Asien och Europa.
Bandet besökte Sverige och gjorde sin första spelning 7 år den 1 juli på Tele2 Arena i Stockholm. Under Sverigebesöket ställde även Ron Wood ut konst på ett galleri i Stockholm
Den 5 april 2016 avslöjade Rolling Stones att de jobbade på ett nytt album. Albumet som fick titeln Blue & Lonesome är ett coveralbum med gamla blueskompositioner och lanseras i december 2016.
I augusti 2023 annonserade Rolling Stones att de skulle släppa sitt första album med nytt material på 18 år, Hackney Diamonds. Första singeln "Angry" släpptes den 6 september 2023 och en livestream med Jimmy Fallon sändes på Youtube samma dag, där bandet pratar om låtarna på nya skivan och om nya singeln "Angry".

## Medlemmar
| Nuvarande medlemmar - Mick Jagger – lead- och bakgrundssång, munspel, rytmgitarr, slagverk, keyboards (1962–) - Keith Richards – rytm- och leadgitarrer, basgitarr, keyboard, slagverk, bakgrund och sång (1962–) - Ronnie Wood – lead- och rytmgitarrer, basgitarr, bakgrundssång (1975–) Tidigare medlemmar - Brian Jones – rytm- och leadgitarr, munspel, keyboard, sitar, olika blås- och blåsinstrument, slagverk, bakgrundssång (1962–1969; död 1969) - Ian Stewart – piano, orgel, slagverk (1962–1963; turné- och sessionsmedlem 1964–1985; hans död) - Dick Taylor – basgitarr (1962) - Colin Golding – basgitarr (1962–1963) - Tony Chapman – trummor (1962–1963) - Carlo Little – trummor (1962–1963; död 2005) - Bill Wyman – basgitarr, keyboard, piano, bakgrund och sång (1962–1993; gäst 2012) - Charlie Watts – trummor, slagverk, bakgrundssång (1963–2021; hans död) - Mick Taylor – lead- och slidegitarrer, basgitarr, synthesizers, congas, bakgrundssång (1969–1974; gäst 1981, gäst 2012–2014) | Turnerande musiker - Chuck Leavell – klaviatur, bakgrundssång (1982–) - Bernard Fowler – bakgrundssång, slagverk (1989–) - Matt Clifford – klaviatur, fransk horn, musikalisk integratör (1989–1990, 2012–) - Darryl Jones – basgitarr (1994–) - Tim Ries – saxofon, klaviatur (1999–) - Karl Denson – saxofon (2014–) - Sasha Allen – bakgrundssång, medsång på "Gimme Shelter" (2016–) - Steve Jordan – trummor (2021–) Tidigare turnerande musiker - Bobby Keys – saxofon (1970–1973; 1981–2014; död 2014) - Jim Price – trumpet, trombon (1970–1973) - Nicky Hopkins – piano (1971–1973; död 1994) - Billy Preston – klaviatur, sång (1973–1977; död 2006) - Ollie E. Brown – slagverk (1975–1976) - Ian McLagan – klaviatur, bakgrundssång (1978–1981; död 2014) - Ernie Watts – saxofon (1981) - Lisa Fischer – bakgrundssång, medsång på "Gimme Shelter" (1989–2015) - Blondie Chaplin – gitarr, bakgrundssång (1997–2007) |

## Diskografi

### Album
Både studio- och livealbum. Album med markeringen ”*” kom ut i flera versioner (det vill säga i en brittisk och en amerikansk version).
 Album med ”US”-beteckning släpptes speciellt för USA-marknaden.
| - The Rolling Stones (1964) * (med amerikanska undertiteln (England’s Newest Hitmakers) - 12X5 (1964), US - Rolling Stones No. 2 (1965) - The Rolling Stones Now! (1965), US - Out of Our Heads (1965) * - December’s Children (And Everybody’s) (1965), US - Aftermath (1966) * - Got Live If You Want It! (1966) (Live) - Between the Buttons (1967) * - Flowers (1967), US - Their Satanic Majesties Request (1967) - Beggars Banquet (1968) - Let It Bleed (1969) - Get Yer Ya Ya’s Out (1970) (Live) - Sticky Fingers (1971) - Exile on Main St. (1972) - Jamming with Edward (1972) - Goats Head Soup (1973) - It's Only Rock 'N Roll (1974) - Black and Blue (1976) | - Love You Live (1977) (Live) - Some Girls (1978) - Emotional Rescue (1980) - Tattoo You (1981) - Still Life (1982) (Live) - Undercover (1983) - Dirty Work (1986) - Steel Wheels (1989) - Flashpoint (1991) (Live) - Voodoo Lounge (1994) - Stripped (1995) (Live) - The Rolling Stones Rock and Roll Circus (1996) (Live) - Bridges to Babylon (1997) - No Security (1998) (Live) - Live Licks (2004) (Live) - A Bigger Bang (2005) - Shine a Light (2008) (Live) - Brussels Affair (Live 1973) (2011) (Live) - Sweet Summer Sun (2013) (Live) - Blue & Lonesome (2016) - Havana Moon (2016) (Live) - Hackney Diamonds (2023) |

### EP
- The Rolling Stones (EP), (januari 1964)
- Five by Five (EP) (14 augusti 1964)
- Got Live If You Want It! (EP) (11 juni 1965)

### Samlingsskivor (urval)
- Big Hits (High Tide and Green Grass) * (släppt april 1966 i USA, 4 november 1966 i Storbritannien)
- Through the Past, Darkly (Big Hits Vol. 2) * (1969)
- Hot Rocks, 1964-1971 (1972)
- More Hot Rocks (Big Hits and Fazed Cookies) (1972)
- Metamorphosis (1975)
- Made in the Shade (1975)
- Rolled Gold: The Very Best of the Rolling Stones (1975)
- Time Waits for No One (1979)
- Slow Rollers (1981)
- Sucking in the Seventies (1981)
- Rewind (1971-1984) (1984)
- Singles Collection: The London Years (1989)
- Jump Back: The Best of The Rolling Stones(1993)
- Forty Licks (2002)
- Singles 1963-1965 (2004)
- Singles 1965-1967 (2004)
- Singles 1968-1971 (2005)
- Rarities 1971-2003 (2005)
- Rolled Gold+: The Very Best of the Rolling Stones (2007).
- GRRR! (2012)

### Bootlegs

#### CD
- The Rolling Stones - Atlantic City '89 (1989) (Live)
- Honky Tonk Tokyo (1995) (Live)

#### DVD
- L.A. Blues (1975)
- Hampton '81 (1981)
- The Rolling Stones Steel Wheels in Monteral (1989)
- The Rolling Stones: Steel Wheels in Japan (Tokyo Dome) (1990)
- Urban Jungle live in Barcelona '90 (1990)
- Urban Jungle live in London '90 (1990)
- Rolling Stones: World tour Voodoo in Japan (1995)
- The Rolling Stones - Bridges to Babylon (1998)
- The Rolling Stones - Bridges in Bremen (1998)

## Filmer
- Gimme Shelter, dokumentär om Stones USA-turné 1969.
- The Rolling Stones: Live in Hyde Park, även känd under titeln "Rolling Stones - The Stones in the Park" (1969)
- Sympathy for the Devil  (1968, Jean-Luc Godard)
- Let's Spend the Night Together  (1982, Hal Ashby)
- 25x5: The Continuing Adventures of the Rolling Stones  (1990, Nigel Finch)
- The Rolling Stones: Live at the Max  (1990, Christine Strand, Julien Temple)
- The Rolling Stones: Rock and Roll Circus  (1968, Michael Lindsay-Hogg)
- Voodoo Lounge Live (1994)
- Bridges to Babylon Tour 97–98
- Four Flicks (2003) DVD-box
- The Biggest Bang (2007) DVD-box
- Shine A Light (2008) Martin Scorsese
- Ladies and Gentlemen: The Rolling Stones 1972 (2010)
- Stones in exile (2010)
- Some Girls Live in Texas '78 (2011)
- Charlie is my darling (2012)
- Crossfire hurricane (2013)
- Sweet Summer Sun Live Hyde park (2013)
- The Rolling Stones Olé Olé Olé! – A Trip Across Latin America (2016)